# جریکو، کوئینزلند
جریکو (به انگلیسی: Jericho) یک شهرک در استرالیا است که در کوئینزلند واقع شده‌است.